# Codename: ICEMAN
Codename: ICEMAN is een computerspel dat werd ontwikkeld en uitgegeven door Sierra On-Line. Het spel werd uitgebracht in 1989 voor DOS en Atari ST. Een jaar later volgde een release voor de Commodore Amiga

## Platform
- Amiga (1990)
- Atari ST (1989)
- DOS (1989)

## Ontvangst
| Beoordeeld door                      | Platform | Datum            | Score |
| ------------------------------------ | -------- | ---------------- | ----- |
| Power Play                           | Amiga    | oktober 1990     | 72%   |
| Power Play                           | DOS      | juni 1990        | 72%   |
| Amiga Joker                          | Amiga    | september 1990   | 69%   |
| The DOS Spirit                       | DOS      | 18 december 2009 | 67%   |
| Joker Verlag präsentiert: Sonderheft | DOS      | 1993             | 61%   |
| Joker Verlag präsentiert: Sonderheft | Amiga    | 1993             | 60%   |
| Adventure Gamers                     | DOS      | 19 oktober 2007  | 30%   |